# Yadong
Yadong (tyb. གྲོ་མོ་རྫོང, Wylie: gro-mo rdzong, ZWPY: Chomo Zong; chiń. upr. 亚东县; pinyin Yàdōng Xiàn) – powiat we południowej części Tybetańskiego Regionu Autonomicznego, w prefekturze Xigazê. W 1999 roku powiat liczył 11 262 mieszkańców.